# Михальчино-Слобідський (заказник)
Миха́льчино-Слобідськи́й заказник  — гідрологічний заказник місцевого значення в Україні. Розташований на північний захід від села Михальчина-Слобода Новгород-Сіверського району Чернігівської області.

## Загальні відомості
Заказник загальною площею 76 га і охоронною зоною 606 га розташований у Новгород-Сіверському районі Чернігівської області на землях Михальчино-Слобідської сільської ради. Статус присвоєно згідно з рішенням Чернігівського облвиконкому від 27 грудня 1979 року № 561. 

## Завдання
- збереження в природному стані болотного масиву, типового для лісостепу, що має важливе водоохоронне значення для збереження водності р. Рогозна;
- охорона умов відтворення, відновлення чисельності рідкісних рослин та тварин;
- проведення наукових досліджень і спостережень на території заказника;
- підтримання загального екологічного балансу в регіоні;
- поширення екологічних знань тощо.